# Jean Lemaire

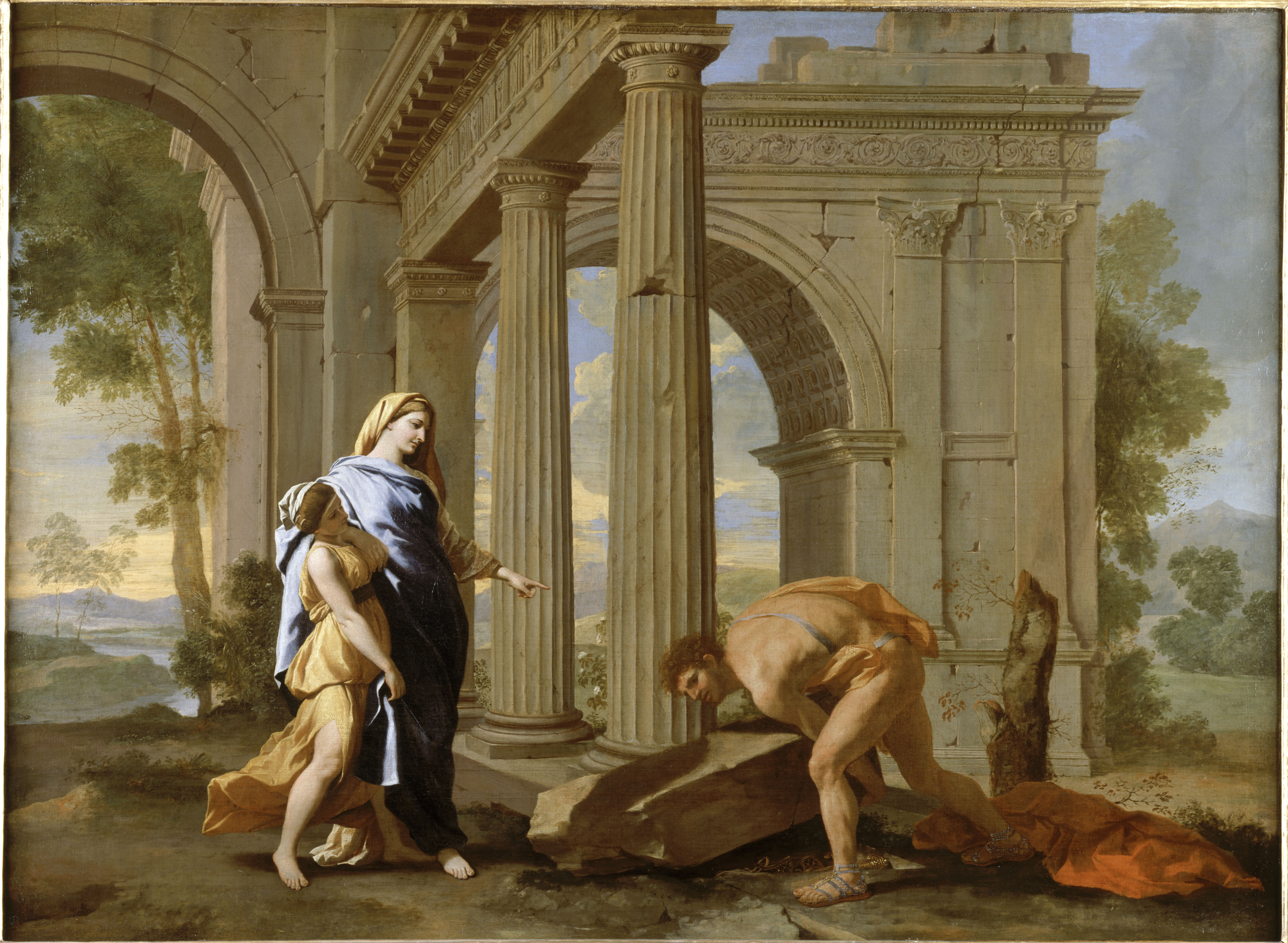
Teseo encontrando la espada de su padre (1636-1637), Museo Condé, Chantilly.

Jean Lemaire, también llamado Jean Poussin o Lemaire-Poussin (Dammartin-en-Goële, 1598-Gaillon, 1659) fue un pintor clasicista francés. Su hermano Pierre fue también pintor, por lo que a veces son conocidos como Gros Lemaire (Jean, el «mayor») y Petit Lemaire (Pierre, el «pequeño»).

## Biografía
Jean Lemaire se formó en Roma, donde residió al menos entre 1624 y 1630 (algunas fuentes indican que pudo estar allí antes, quizá desde 1613). Durante ese tiempo fue ayudante de Nicolas Poussin, del que más tarde imitó el estilo, de ahí su apodo Jean Poussin (un caso análogo fue el de Gaspard Dughet, conocido como Gaspard Poussin). Por lo general, para Poussin realizaba los fondos arquitectónicos de sus obras. También recibió la influencia de Claude Lorrain.
Se especializó en decoración de interiores y en la pintura de paisajes, generalmente de tono clásico, con monumentos y ruinas antiguas, y personajes de inspiración mitológica, siguiendo las huellas de Poussin. En los años 1630 recibió junto a otros autores paisajistas el encargo de varias obras para decorar la Galería de Paisajes del Palacio del Buen Retiro, por mediación del embajador de España en Roma, el marqués de Castel Rodrigo. Para este palacio realizó dos lienzos, Ruinas y Anacoreta entre ruinas, actualmente en el Museo del Prado.
Hacia 1638 estaba de vuelta en su país de origen, y recibió el cargo de «guardián del gabinete de pintura» de Luis XIII. También recibió encargos del cardenal Richelieu, y colaboró nuevamente con Poussin en la Gran Galería del Louvre. 
Tras una breve estancia de nuevo en Roma en 1642, volvió a Francia, donde trabajó entre París y Gaillon, generalmente en pinturas murales, hecho que ha conllevado que la mayoría no se hallan conservado. Su especialidad fue la representación de arquitecturas, y al parecer las figuras de sus obras las realizaban ayudantes suyos. De su estilo cabe resaltar su virtuosismo cromático, especialmente en la utilización de la luz, así como la calidad de su trazado en el dibujo y el rigor en la composición de la perspectiva. Aunque en vida su obra fue muy valorada, tras su muerte cayó en un cierto olvido, y hoy día tiene pendiente un estudio pormenorizado de su trayectoria.